# Шарообразность Земли
Самая ранняя достоверная идея о шарообразности Земли датируется VI веком до н. э. в греческой философии.

## Древний мир

### Греция
Самая ранняя теория о шарообразности Земли была выдвинута в VI веке до н. э. в Греции выдающимся математиком античности Пифагором Самосским

#### Аристотель
К 350 г. до н. э. представление о шарообразной Земле было распространено достаточно широко. В том числе, Аристотель записал несколько доводов в его пользу:
- Чем дальше вы идёте на север, тем выше Полярная звезда. На юге видны звёзды, которые не видны на севере.
- Созвездия [зодиака] на экваторе находятся высоко.
- Тень от Земли, падающая на Луну во время лунного затмения, всегда круглая.

#### Платон
Платон основал свою школу в Афинах, и придерживался теории шарообразности Земли, но доказать её не мог.

#### Эратосфен
Эратосфен первым весьма точно вычислил окружность Земли около 240 года до н. э. Длина окружности Земли оказалась около 250 000 стадий (40 008 км). Этот результат имеет погрешность всего лишь 67 км по сравнению с реальной окружностью по экватору (40 075 км).
Спустя 17 столетий после Эратосфена Христофор Колумб (либо Паоло Тосканелли) изучил результаты вычислений Эратосфена, прежде чем отправиться в Индию. Однако он отверг вычисления Эратосфена, посчитав настоящую длину окружности Земли на треть меньше. Если бы Колумб принял вычисления Эратосфена, то на намеченное им путешествие не хватило бы средств.

#### Селевк
Селевк писал о том, что Земля имеет форму шара и вращается вокруг Солнца.

#### Посидоний
Посидоний измерил по своему методу окружность Земли. По его вычислениям окружность Земли была от 240000 до 180000 стадий. К сожалению, точная величина стадии неизвестна. Во всяком случае метод Посидония уступает методу Эратосфена.

#### Страбон
Страбон первым заметил, что, когда корабль находится на линии горизонта, его нижняя часть не видна. Это объясняется сферической формой Земли.

#### Марин Тирский
Марин Тирский первым ввёл понятие широты и долготы для каждой точки на карте, оценивал длину экватора в 180 000 стадиев. Если принять, что Марин оперировал греческими стадиями, то длина экватора составит 33 300 км, что примерно на 17 % меньше настоящего размера.

### Индия
Астрономия Древней Греции дошла до Индии в начале нашей эры. Индийцы считали, что Земля является центром Вселенной, и верили в шарообразность Земли. Астроном Арьябхата измерил окружность Земли и оценил её в 4967 йоджан (39 968 км). Эти вычисления оказались близкими к реальности (40 075 км).

## Христианский (досредневековый) взгляд
Святитель Амвросий Медиоланский, один из четырёх западных Отцов Церкви, в третьей главе своего «Шестоднева» открыто разделял мнение о шарообразности Земли — вопреки всем последующим, характерным для периода Средневековья, взглядам Римской церкви. Также «земной шар» упоминается в Библии (3Езд. 11:32).

## Средневековье

### Армения
Армянский исследователь Анания Ширакаци (610—685 гг.) стал автором труда из 48 глав «Космография и календарь», в котором рассматриваются вопросы астрономии, метеорологии и физической географии. Ширакаци сравнивал структуру мира с яйцом (Земля — желток, атмосфера — белок, небосвод — скорлупа) и пытался определить расстояние до Солнца и Луны. Вместе с тем он верно считал Млечный путь скоплением звёзд, а Луну — несветящимся телом, лишь отражающим солнечный свет. Писал о шарообразности Земли.

### Астрономия исламского средневековья
Мусульмане  доказали шарообразность Земли. Мусульмане стали развивать сферическую тригонометрию, чтобы вычислить расстояние от любой земной точки до Мекки. Мусульмане использовали новый метод для вычисления окружности Земли. Он называется методом Аль-Бируни. Новая идея вычисления окружности Земли пришла к нему, когда он стоял на высокой горе. Благодаря этому удалось увидеть угол, который позволял определить кривизну Земли. В Европу знания о сферической тригонометрии передавались с Ближнего Востока.